# Claudio Augusto Cavalcabò Fratta
Il marchese Claudio Augusto Cavalcabò Fratta, citato talvolta anche come Claudio Augusto Fratta, Claudio Cavalcabò Fratta o Claudio Cavalcabò Misuracchi Fratta (Montechiarugolo, 2 ottobre 1882 – Roma, 1º dicembre 1971), è stato un nobile, giornalista e dirigente d'azienda italiano.

## Biografia
Claudio Augusto Cavalcabò Fratta nasce a Montechiarugolo, in provincia di Parma, da Luigi Cavalcabò Misuracchi e Francesca Cerri. La famiglia, appartenente alla nobiltà, proviene da Borgo Val di Taro.
Dopo il diploma, conseguito presso il Liceo salesiano di Parma, si laurea in giurisprudenza, dopodiché inizia a collaborare con alcuni periodici parmigiani e bolognesi, tra cui la Rivista d'Agricoltura, la Gazzetta di Parma e La Giovane Montagna del cattolico Giuseppe Micheli.
Nel novembre 1904 viene nominato capo redattore de Il Momento di Torino, quotidiano cattolico a diffusione nazionale. Scrive inoltre numerosi articoli di politica e d'arte per un altro quotidiano cattolico, L'Avvenire d'Italia, utilizzando lo pseudonimo di Fanfulla. Nel corso della sua carriera utilizzerà anche altri pseudonimi, come Fantasio, Foschetto e Taro d'Enza. In seguito lavora come corrispondente dall'Italia per il quotidiano parigino L'Eclair e come inviato e articolista di politica estera del romano Corriere d'Italia.
Pochi giorni dopo il terremoto di Messina del 28 dicembre 1908, Fratta accompagna l'amico Giuseppe Micheli in un viaggio nei luoghi del disastro. La missione viene compiuta per consegnare una serie di aiuti stanziati dalla Cassa di Risparmio di Parma e da privati cittadini parmensi a favore delle popolazioni colpite dalla calamità. Poco dopo, grazie a tali aiuti, verrà costruito un villaggio per le famiglie rimaste senza un tetto, a cui verrà dato il nome di Michelopoli.
Nel 1914, nel periodo della neutralità italiana, viene inviato in Germania dal Corriere d'Italia insieme ad alcuni colleghi di altre testate. Nel gruppo è presente anche un suo conterraneo, il direttore de il Resto del Carlino, Lino Carrara. Il viaggio viene organizzato per dare la possibilità agli italiani di farsi un'idea della potenza bellica della Germania. L'iniziativa viene tuttavia criticata da Il Popolo d'Italia di Mussolini, in particolare dal redattore Alessandro Chiavolini, il quale accusa i partecipanti di germanofilia.
Dopo la disfatta di Caporetto (novembre 1917) viene nominato redattore capo del neonato quotidiano romano Il Tempo, fondato il 12 dicembre da un altro suo conterraneo, Filippo Naldi. In ottimi rapporti con Giovanni Giolitti, Fratta prende parte anche alla Grande guerra con l'incarico di ufficiale di artiglieria di complemento. Ma, al suo ritorno, l'avvento del fascismo lo convince ad abbandonare la professione. Riprenderà l'attività solo dopo la fine della seconda guerra mondiale. Nel 1919 tuttavia fonda una "agenzia di pubblicità di tipo nordamericano".
Dopo essere stato proboviro dell'Associazione Nazionale della Stampa Italiana, nel 1945 viene nominato presidente dell'Associazione Stampa Romana. Lascia però ben presto tale incarico, quando nel 1946 il Governo presieduto da Alcide De Gasperi lo nomina commissario straordinario dell'Istituto Poligrafico dello Stato. Rimarrà a capo della struttura fino al 31 gennaio 1953, prima come commissario, poi come presidente e infine ancora come commissario.
Proprio sul finire del suo mandato finirà al centro di un'inchiesta amministrativa, lanciata per fare luce su un episodio di vendita di carta a un prezzo inferiore a quello di mercato, effettuata dal Poligrafico dello Stato a favore del senatore democristiano torinese Pier Carlo Restagno. Nel 1950, infine, sarà tra i fondatori dell'Autocamionale della Cisa S.p.A., la società parmense che, a partire dal 1958, costruirà l'autostrada omonima. Di tale società Fratta è stato anche primo presidente.